# Bahnhof Voghera
Der Bahnhof Voghera (italienisch: Stazione di Voghera) ist der Bahnhof der lombardischen Stadt Voghera und ein wichtiger Bahnknotenpunkt. Er wird von der Rete Ferroviaria Italiana (RFI), einer Organisationseinheit der Ferrovie dello Stato, betrieben. Von 2001 bis 2018 lag die Vermarktung und Vermietung der Ladenflächen in Hand der Gesellschaft Centostazioni.

## Geografische Lage
Der Bahnhof befindet sich an den Strecken Mailand–Genua und Alessandria–Piacenza. Die Strecken wurden von RFI betrieben.
Der Bahnhof liegt nördlich des Stadtzentrums und verfügt insgesamt über sieben Bahnsteiggleise. 1931 bis 1966 existierte neben dem FS-Bahnhof der Bahnhof der Lokalbahn Voghera–Varzi.

## Geschichte
Der Bahnhof wurde 1858 mit der Strecke Alessandria–Piacenza eröffnet. 1867 kam die Strecke nach Pavia hinzu. Nach der Elektrifizierung war der Bahnhof lange Zeit Grenze zwischen den mit Wechselstrom und Gleichstrom betriebenen Stromnetzen.
Am 31. Mai 1962 kam es auf Gleis 3 des Bahnhofs zu dem Eisenbahnunfall von Voghera, mit 64 Toten einem der schwersten Unfälle in der Geschichte der Eisenbahn in Italien. Ein Güterzug fuhr nahezu ungebremst auf einem im Bahnhof stehenden Personenzug auf.

## Verkehr
| Linie | Verlauf |
| ----- | --- |
| RE 13 | Milano Centrale – Milano Lambrate – Milano Rogoredo – Pavia – Voghera – Tortona – Alessandria                                            |
| R 33  | Pavia – San Martino Siccomario-Cava Manara – Bressana Bottarone – Lungavilla – Voghera                                                   |
| R 41  | Voghera – Casteggio – Santa Giuletta – Broni – Stradella – Arena Po – Castel San Giovanni – Sarmato – Rottofreno – San Nicolò – Piacenza |